# آب مرده (فیلم ۲۰۰۸)
آب مرده (به زبان انگلیسی: Deadwater) فیلمی آمریکایی در ژانر فیلم ترسناک به کارگردانی رول رین و تهیه کنندگی رول رین و اتان ویلی است که سال ۲۰۰۸منتشر شد. از بازیگران فیلم می‌توان به: لنس هنریکسن، گری استریچ، جیمز روسو، داگلاس داگلاس و جیم هنکس اشاره کرد.

## بازیگران
- لنس هنریکسن به عنوان سرهنگ جان ویلتس
- گری کشش به عنوان کلین ویلتز
- جیمز روسو به عنوان قوماندان Combs
- کاترین راندولف به عنوان تراسی لئونارد
- دی سی داگلاس به عنوان لری گروبمن
- جیم هنکس به عنوان Ensign Buford
- متی آلن به عنوان کریس مک کلوزکی
- دیوید هاچینس به عنوان مهر و موم نیروی دریایی # ۱
- ریچارد جنیک به عنوان سرهنگ ریکس
- جان کریوس به عنوان کاپیتان امروز
- پل لاکوورا به عنوان مهر و موم نیروی دریایی # ۲
- گرانت ماتیس به عنوان گونتر نویمان
- رابرت پیک دانیل به عنوان اسلب
- لی مجدب به عنوان فهدی / خلیل
- تام مک کافرتی به عنوان ستاره جکسون
- P. David Miller به عنوان افسر اطلاعات جنگ جهانی دوم
- تریسی میلر به عنوان عامل CIA شماره ۱
- فردی داگلاس به عنوان نماینده سیا C2
- دانیل لوئیس ریواس به عنوان سرهنگ سوانسون
- جاناتان اسپولین به عنوان ستاد فرمانده آلبرتز

## انتشار فیلم
این فیلم در تاریخ ۲۹ ژوئیه ۲۰۰۸ به‌طور مستقیم به تولید ویدیو در نمایشگاه منتشر شد. .